# Inter Club Brazzaville
L'Inter Club Brazzaville è una società calcistica con sede a Brazzaville in Congo.
Il club milita nella massima serie calcistica congolese e gioca le gare casalinghe allo stadio Alphonse Massemba-Débat che ha una capacità di 50000 posti a sedere.
L'Inter Club Brazzaville ha vinto due scudetti e tre coppe nazionali.

## Palmarès

### Competizioni nazionali
- Congo Premier League: 2

1988, 1990
- Coupe du Congo de Foot-ball: 3

1978, 1985, 1987

### Altri piazzamenti
- Congo Premier League:

Terzo posto: 2023-2024
- Coppa delle Coppe d'Africa:

Semifinalista: 1988
- Coppa CAF:

Semifinalista: 1995